# 18 км (колійний пост)
18 км — колійний пост Південної залізниці, який розташований на території міста Харків, на залізничній лінії Харків-Балашовський — Зелений Колодязь. Неподалік розташована станція метро Армійська.